# 日本地学教育学会
日本地学教育学会（にほんちがくきょういくがっかい、英語: Japan Society Of Earth Science Education (JSESE)）は、日本の学術研究団体の一つ。

## 概要
1948年5月1日設立。学術研究団体としての種別は単独学会。
地学教育の振興および地学の普及をはかることを目的として創立され、1961年名称を学会と改め現在にいたっている。その前身は1946年春に日本学術振興会内に設置された「地学教育研究小委員会」である。
国内においては日本地球惑星科学連合に加入している。

## 沿革
- 1948年 - 日本地学教育研究会発足（前身）。
- 1961年 - 日本地学教育学会へ改称。

## 刊行物

### 地学教育
- 誌名（和文）：地学教育
- 誌名（欧文）：Education of Earth Science
- 創刊年：1961
- 資料種別：ジャーナル（査読付き論文を含む）
- 使用言語：日本語（英文抄録あり）
- 発行形態：印刷体、eジャーナル
- 著作権帰属先：学会
- クリエイティブコモンズ：定めていない
- 購読：有料